# Тоцука-но цуруґі

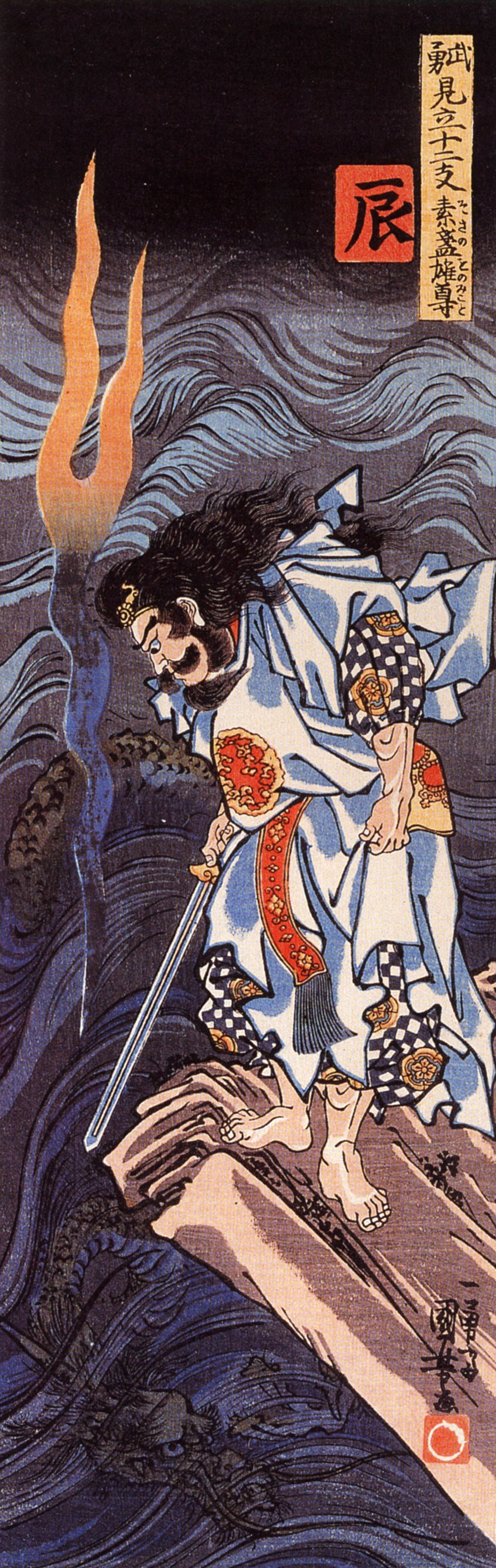
Сусаноо і морський дракон

Тоцука-но цуруґі (яп. 十拳剣, меч [довжиною] десять кулаків), також  Ама-но Хабакірі  (яп. 天羽々斩, [клинок], що рубає небесні крила), Аме-но Охабарі  (яп. 天の尾羽張, довге перо з хвоста небес) або Ороті-но Арамаса — легендарний меч японської міфології, який належить Сусаноо, богу вітру й володарю штормів у пантеоні синтоїзму. Крім того, меч використав Ідзанаґі для вбивства свого сина, бога вогню Кагу-цуті.

## Міфологія
Меч фігурує в кількох міфах описаних у Кодзікі . При народженні Кагу-цуті його мати Ідзанамі, що породила його зі свого лона, була опалена полум'ям цього бога духа вогню, що призвело до її смерті. Його батько, Ідзанаґі, в своєму горі обезголовив Кагу-цуті мечем Аме-но Охабарі (天之尾羽張) і розділив його тіло на вісім частин, які стали вісьмома вулканами. Із крові Кагу-цуті, яка капала з меча Ідзанаґі, з'явилося безліч божеств, серед яких морський бог Ватацумі та бог дощу Кураокамі. Коли бог Сусаноо уклав шлюб зі своєю сестрою Аматерасу, та створила з меча трьох богинь — Такірі-біме-но мікото, Ітікісіма-хіме-но мікото і Такіцу-хіме-но мікото. Нарешті, після вигнання з небес, Сусаноо використав меч Ороті-но-Ара-маса, щоб убити восьмиголового змія Ямата-но ороті. Коли Сусаноо розсік труп змія, в одному з хвостів він виявив меч Кусанагі, який пізніше став символом імператорської влади. При цьому, від зіткнення клинків, за однією версією, Тоцука-но цуруґі розколовся, а за іншою — отримав сколи на лезі. Маючи такий меч, Сусаноо повернувся на небо, й запропонував його в дарунок своїй сестрі Аматерасу на знак примирення.
У легенді про підкорення небесними богами землі людей, Асіхара-но Накацукуні (яп. 苇原, «Серединна країна в очеретяних заростях»), якою правив Окунінусі, під час похорону Аме-но-вакахіко, божество Адзі-сукі-така-хіко-не (яп. アヂスキタカヒコネ) у гніві розрубало клинком Тоцука-но цуруґі (яп. 十掬剣) гробницю.
Після цього, на очах Окунінусі бог Такемікадзуті, перш ніж розпочати переговори, оголив меч і, поставивши його вістрям догори на гребені хвилі, сів на ньому, схрестивши ноги, що мало продемонструвати земним богам чудову силу небесних.
Незабаром меч потрапив до першого імператора — Дзімму, і допоміг йому завоювати Японію. Меч також фігурує в хроніках підкорення імператором Тюаєм країни Кумасо.

## Сучасність
Меч став головною святинею храму Ісонокамі-дзінгу, куди його переніс імператор Судзін. Пізніше його поховали в цьому храмі.
Нині в храмі Ісонокамі-дзінгу у вівтарі закріплено залізний меч. У 11 році епохи Мейдзі (1878 року) під час розкопок земельної ділянки для розширення комплексу Фуру-омедзін знайдено клинок великого меча загальною довжиною 120 см. Передбачається, що це — легендарний Тоцука-но цуруґі.